# Cineraria austrotransvaalensis
Cineraria austrotransvaalensis là một loài thực vật có hoa trong họ Cúc. Loài này được Cron mô tả khoa học đầu tiên năm 1994.